# Mi último hombre
Mi último hombre es una película chilena del año 1996, del género thriller.

## Sinopsis
Florencia es una periodista que se ha hecho célebre con sus reportajes. Una pareja de guerrilleros toma el control de una estación de radio, donde un hombre es asesinado. Florencia los ha grabado. Sin embargo, la periodista —que está casada con Álvaro, un importante miembro del gobierno— se siente perdidamente atraída por Pedro, uno de los guerrilleros. Pedro a su vez tiene un compromiso con Luisa, su compañera de armas. Por otro lado, Álvaro mantiene un affaire con Carmen, la mejor amiga de Florencia.

## Créditos
- Cinematografía: Gastón Rocca
- Edición: Rodolfo Wedeles y Fernando Guarniniello[1]

## Reparto
- Claudia Di Girólamo como Florencia.
- Willy Semler como Pedro.
- Liliana García como Luisa.
- Francisco Reyes como Álvaro.
- Boris Quercia como Rodrigo.
- Adriana Vacarezza como Carmen.
- Alejandro Castillo como Javier.
- Rodolfo Pulgar como Roberto.
- Álvaro Escobar como Ignacio.
- Patricio Bunster como "Viejo del Saco".
- Amparo Noguera como Rosalía, gitana.
- Eduardo Osorio como Patricio.
- Arnaldo Berríos como Ministro.